# 二重楕円遷移

高度の低い円軌道(青色)から高度の高い円軌道(赤色)に移る二重楕円遷移

ホーマン遷移軌道(比較用)

宇宙工学と航空宇宙工学で二重楕円遷移（にじゅうだえんせんい、英語: Bi-elliptic transfer) とは、宇宙船を元の軌道から異なる軌道へ移す軌道マヌーバの一つであり、特定の状況ではホーマン遷移軌道より推進剤の消費が少ない。
二重楕円遷移での宇宙船の経路は、近点の異なる二つの楕円軌道を接合したものである。最初の燃焼では宇宙船が中心天体から任意の長さ{\displaystyle r_{b}}を遠点をもつ楕円軌道へ投入される。次の燃焼はこの楕円軌道の遠点で行われ、宇宙船は目的とする軌道に近点をもつ別の楕円軌道に投入される。新しい楕円軌道の近点で最後の燃焼が行われ、宇宙船は目的の高度の軌道に乗る。
二重楕円遷移はホーマン遷移に比べ、必要な燃焼回数が一回分増えて時間もかかるという欠点があるが、中間の楕円軌道の選び方によって遷移する軌道の軌道長半径の比率が11.94以上のとき、必要な総ΔV(速度変化量)が小さいという利点がある。
二重楕円遷移の概念はAry Sternfeldによって1934年に初めて提案された。

## 計算

### ΔV

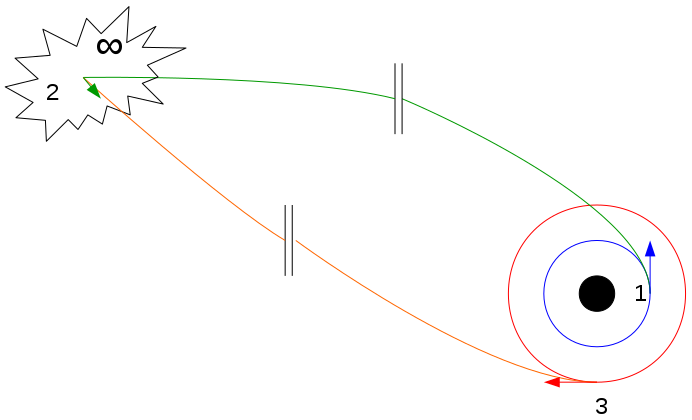
青い低軌道から赤い高軌道へ遷移する二重楕円遷移の概念図

三回の燃焼でのΔVはVis-vivaの式から直接得られる。
{\displaystyle v^{2}=\mu \left({\frac {2}{r}}-{\frac {1}{a}}\right),}
ただし
- {\displaystyle v} は宇宙船の軌道速度
- {\displaystyle \mu =GM} は中心天体の重力係数(万有引力定数と質量の積)i
- {\displaystyle r} は宇宙船と中心天体との距離(円軌道の場合は半径)
- {\displaystyle a} は宇宙船の軌道長半径

である。
以下では
- {\displaystyle r_{1}} は最初の円軌道の半径
- {\displaystyle r_{2}} は最後の円軌道の半径
- {\displaystyle r_{b}} は遷移途中の中間軌道の遠点でマヌーバで任意に決めることができる変数
- {\displaystyle a_{1}} と {\displaystyle a_{2}} は二つの楕円軌道の軌道長半径（それぞれ

{\displaystyle a_{1}={\frac {r_{1}+r_{b}}{2}},} と {\displaystyle a_{2}={\frac {r_{2}+r_{b}}{2}}.}
によって得られる。）
である。
半径が{\displaystyle r_{1}}の円軌道(図中青)から始める。順行噴射(図中1)で宇宙船は最初の楕円軌道(図中青緑)に移る。必要なΔVの大きさは
{\displaystyle \Delta v_{1}={\sqrt {{\frac {2\mu }{r_{1}}}-{\frac {\mu }{a_{1}}}}}-{\sqrt {\frac {\mu }{r_{1}}}}.}
である。
宇宙船が中心天体から距離{\displaystyle r_{b}}のところにある最初の楕円軌道の遠点に達すると、二回目の順行噴射(図中2)が軌道近点を目標軌道と接するまで上昇させ、宇宙船を二つ目の楕円軌道(図中オレンジ)に投入する。二回目の噴射で要求されるΔVの大きさは
{\displaystyle \Delta v_{2}={\sqrt {{\frac {2\mu }{r_{b}}}-{\frac {\mu }{a_{2}}}}}-{\sqrt {{\frac {2\mu }{r_{b}}}-{\frac {\mu }{a_{1}}}}}.}
である。
最後に、近点で逆行噴射(図中3)を行い、半径が{\displaystyle r_{2}}目標の円軌道(図中赤)に到達する。要求されるΔVの大きさは
{\displaystyle \Delta v_{3}={\sqrt {{\frac {2\mu }{r_{2}}}-{\frac {\mu }{a_{2}}}}}-{\sqrt {\frac {\mu }{r_{2}}}}.}
である。
もし、{\displaystyle r_{b}=r_{2}}なら、ホーマン遷移と同じである(その場合、{\displaystyle \Delta v_{3}}が0という扱いになる)。こうして、ホーマン遷移は噴射を二回しか必要としない特殊な二重楕円遷移とすることで、軌道遷移をより一般的な枠組みで扱えるようになる。
二重楕円遷移による、ホーマン遷移に対する燃料の最大節約量は、{\displaystyle r_{b}=\infty }を仮定して計算される。この場合では{\displaystyle \Delta v}の節約量は合計で {\textstyle {\sqrt {\mu /r_{1}}}\left({\sqrt {2}}-1\right)\left(1+{\sqrt {r_{1}/r_{2}}}\right)}となる。この場合、遷移軌道はもはや楕円ではなく放物線であるため、遷移軌道の経路は二重放物線と呼ぶべきものになり、遷移にかかる時間は無限大になる。

### 二重楕円遷移に必要な時間
ホーマン遷移のように、二重楕円遷移に使われる二つの遷移軌道は楕円軌道を半分だけ取り出したものである。つまり、それぞれの遷移軌道に滞在する時間は、完全な楕円軌道の周期の半分である。軌道周期の式と上で定義した文字を使って
{\displaystyle T=2\pi {\sqrt {\frac {a^{3}}{\mu }}}.}
遷移にかかる合計時間{\displaystyle t}はそれぞれの半分の軌道の合計だから
{\displaystyle t_{1}=\pi {\sqrt {\frac {a_{1}^{3}}{\mu }}}\quad {\text{and}}\quad t_{2}=\pi {\sqrt {\frac {a_{2}^{3}}{\mu }}},}
そして最後に
{\displaystyle t=t_{1}+t_{2}.}

## ホーマン遷移との比較

### ΔＶ

遷移する円軌道の半径比を変えた時の、ホーマン遷移に必要なΔＶ(太い黒)と二重楕円遷移に必要なΔＶ(色付き)の変化

この図は、軌道半径が{\displaystyle r_{1}}の円軌道から{\displaystyle r_{2}}の円軌道に移るときの総{\displaystyle \Delta v}を示している。ここでの{\displaystyle \Delta v}は出発する軌道の軌道速度{\displaystyle v_{1}}で規格化されており、出発軌道と到達軌道の半径比の関数{\displaystyle R\equiv r_{2}/r_{1}}でプロットし、一般の比較に使えるようにしてある(つまり{\displaystyle r_{1}}や{\displaystyle r_{2}}の実際の値ではなく、その比率にのみ従う)。
太い黒の曲線はホーマン遷移での{\displaystyle \Delta v}を表し、薄い色付きの曲線はパラメーター{\displaystyle \alpha \equiv r_{b}/r_{1}}を変えたさまざまな二重楕円遷移での{\displaystyle \Delta v}を表す。 {\displaystyle r_{b}}は遷移途中の楕円軌道の軌道長半径であり、それを出発軌道の軌道半径で規格化して、曲線の横に示している。差し込み図は、二重楕円遷移の効率がホーマン遷移を初めて上回る箇所を拡大したものである。
この図からは、半径比{\displaystyle R}が11.94を下回るとき常に二重楕円遷移よりホーマン遷移が有利であり、一方でもし半径比{\displaystyle R}が15.58を上回れば常に二重楕円遷移の方が有利であることがわかる。この関係は軌道長半径によらない(最初の軌道の半径を超えている限りは)。半径比{\displaystyle R}が11.94から15.58の間にあるときは、遷移に用いる楕円軌道の遠点距離{\displaystyle r_{b}}によってどちらの遷移方法が有利かは変わり、それを超えると二重楕円遷移が有利となるような遠点距離{\displaystyle r_{b}}の値が存在する。、
下の図はいくつかの条件での二重楕円遷移が有利になる{\displaystyle \alpha \equiv r_{b}/r_{1}}を並べたものである
| 半径比 {\displaystyle {\frac {r_{2}}{r_{1}}}} | 最小 {\displaystyle \alpha \equiv {\frac {r_{b}}{r_{1}}}} | 備考                   |
| --------------------------------------------- | --------------------------------------------------------- | ---------------------- |
| <11.94                                        | N/A                                                       | ホーマン遷移が常に有利 |
| 11.94                                         | {\displaystyle \infty }                                   | 二重楕円遷移           |
| 12                                            | 815.81                                                    |                        |
| 13                                            | 48.90                                                     |                        |
| 14                                            | 26.10                                                     |                        |
| 15                                            | 18.19                                                     |                        |
| 15.58                                         | 15.58                                                     |                        |
| >15.58                                        | {\displaystyle >{\frac {r_{2}}{r_{1}}}}                   | 常に二重楕円遷移が有利 |

### 遷移時間
二重楕円遷移での、最長で無限に達する長い遷移時間は、二重楕円遷移の主要な欠点である。二重楕円遷移の遷移時間は次の式で表される
{\displaystyle t=\pi {\sqrt {\frac {a_{1}^{3}}{\mu }}}+\pi {\sqrt {\frac {a_{2}^{3}}{\mu }}},}
ホーマン遷移軌道は一つの楕円軌道しか遷移に用いないため、二重楕円遷移の半分以下の遷移時間である。具体的には

{\displaystyle t=\pi {\sqrt {\frac {a^{3}}{\mu }}}.}

### 他の軌道マヌーバとの組み合わせ
二重楕円遷移は円軌道間の遷移でΔＶの点で厳格にホーマン遷移に対して優位なパラメーターの範囲が小さいにもかかわらず、推進剤の節約効果はまったく小さく、他のマヌーバと組み合わせた時に真価を発揮する。
二重楕円遷移の途中の遠点で宇宙船の速度は遅くなり、小さなΔＶで大きな近点の移動を行える。このとき、同時に軌道面の変更を行うと、通常より圧倒的に少ないΔＶしか要しない。
同じように、大気のエアロブレーキによる減速は推進剤を消費しないので、遠点で減速マヌーバを行い近点を大気圏まで下げるのは、燃焼の回数が増えるが単純に軌道の高度を下げるよりΔＶの節約になることがある。

## 例
半径r0 = 6700 kmの地球低軌道から半径r1 = 93 800 kmの軌道へ遷移する場合、ホーマン遷移では2825.02 + 1308.70 = 4133.72 m/sのΔＶが必要であるが、半径比がr1 = 14r0 > 11.94r0の関係にあるため、二重楕円遷移の方が推進剤を節約して遷移できる。まず、宇宙船は、3061.04 m/sだけ加速して遠点がr2 = 40r0 = 268 000 kmの楕円軌道に入り、 遠点でだけ608.825 m/sまで加速して近点がr1 = 93 800 kmの楕円軌道に入る。最後に近点で447.662 m/sだけ減速し目標軌道に入る。ΔＶは合計で4117.53 m/sであり、ホーマン遷移と比べて16.19 m/s (0.4%)の節約になる。
ΔVの節約は、遷移時間の増加を許容して遷移軌道の遠点を伸ばすことで改善する。例えば、遠点を75.8r0 = 507 688 km(月軌道の1.3倍)にするとホーマン遷移に対して1%のΔVの節約になる。現実的ではないが、遠点を1757r0 = 11 770 000 km(月軌道の30倍)にすると2%のΔVの節約になる。しかし遷移には4.5年かかる(し地球の重力圏を離脱してしまう)。一方ホーマン遷移は15時間34分しかかからない。
| 遷移の種類               | 遷移の種類               | ホーマン遷移 | 二重楕円遷移 | 二重楕円遷移 | 二重楕円遷移 | 二重楕円遷移 |
| ------------------------ | ------------------------ | ------------ | ------------ | ------------ | ------------ | ------------ |
| 遠点 (km)                | 遠点 (km)                | 93 800       | 268 000      | 507 688      | 11 770 000   | ∞            |
| 燃焼 (m/s)               | 1                        | 2825.02      | 3061.04      | 3123.62      | 3191.79      | 3194.89      |
| 燃焼 (m/s)               | 2                        | 1308.70      | 608.825      | 351.836      | 16.9336      | 0            |
| 燃焼 (m/s)               | 3                        | 0            | 447.662      | 616.926      | 842.322      | 853.870      |
| 合計 (m/s)               | 合計 (m/s)               | 4133.72      | 4117.53      | 4092.38      | 4051.04      | 4048.76      |
| ホーマン遷移に対する節約 | ホーマン遷移に対する節約 | 100%         | 99.6%        | 99.0%        | 98.0%        | 97.94%       |

- Δv applied prograde
- Δv applied retrograde

明らかに、二重楕円遷移は最初にΔVを多く費やす
これにより、比軌道エネルギー への寄与が大きくなり、オーベルト効果により、必要なデルタ v が正味減少する原因となる。